# 퀘스천 (음악 그룹)
퀘스천은 2012년에 결성된 대한민국의 3인조 그룹이다. 

## 음반 목록
- 《Black ＆ White》 (2012년)

## 같이 보기
- By 진성